# Садаба
Садаба (ісп. Sádaba) — муніципалітет в Іспанії, у складі автономної спільноти Арагон, у провінції Сарагоса. Населення — 1671 особа (2010).
Муніципалітет розташований на відстані близько 290 км на північний схід від Мадрида, 75 км на північний захід від Сарагоси.
На території муніципалітету розташовані такі населені пункти: (дані про населення за 2010 рік)
- Алера: 166 осіб
- Садаба: 1505 осіб

## Демографія
Динаміка населення (INE ):

## Галерея зображень

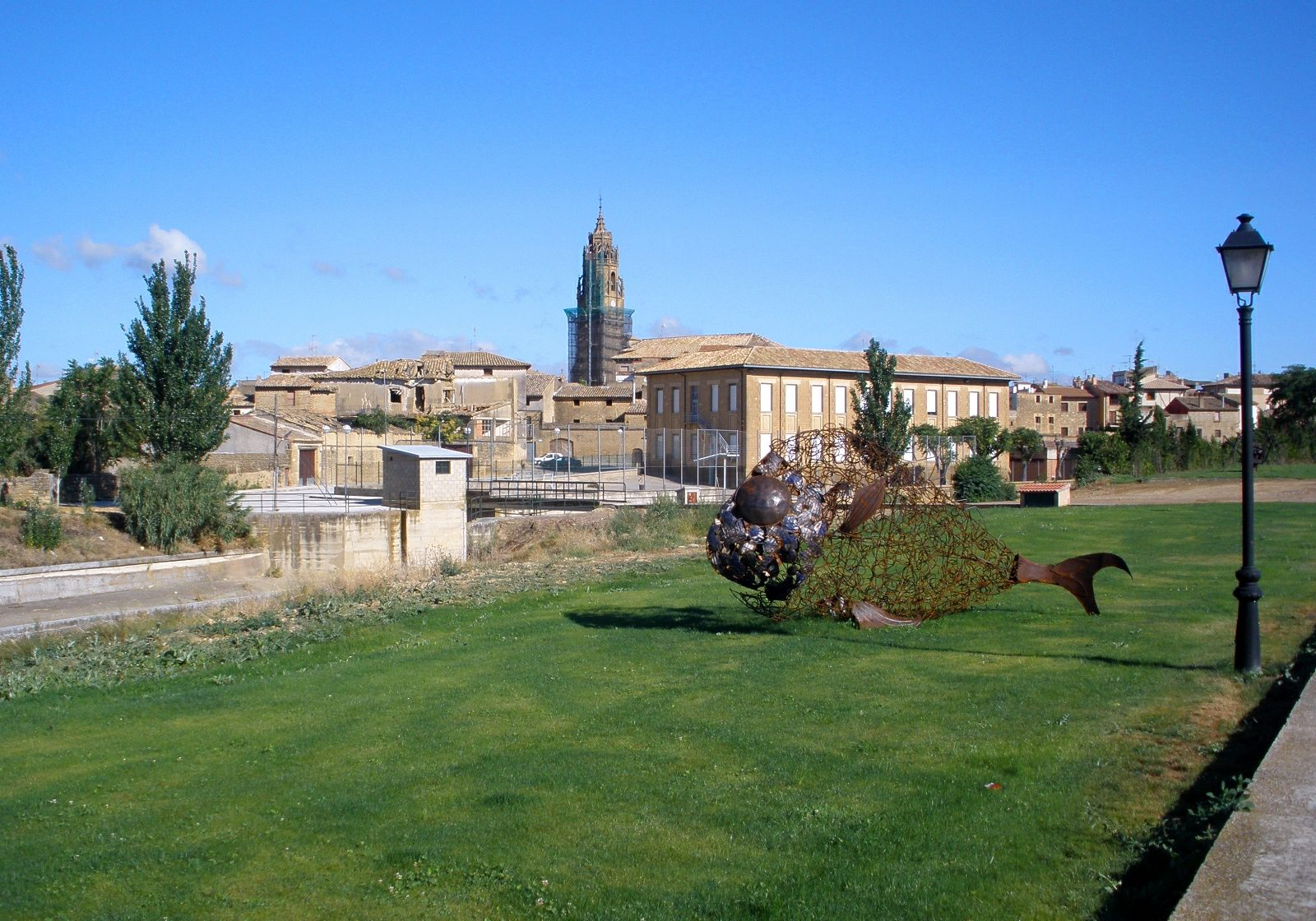
Садаба
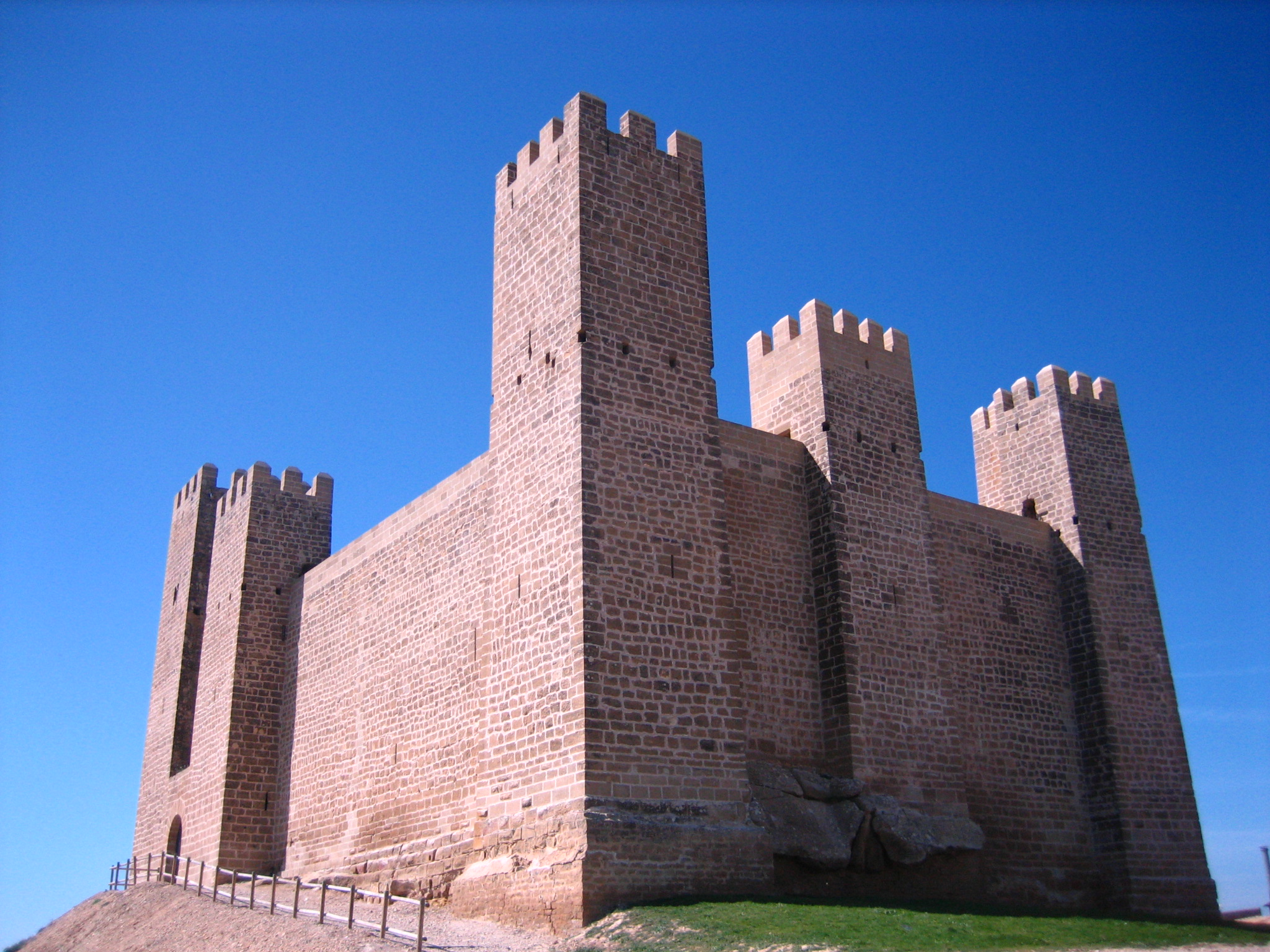
Замок Садаби